# Shibuya Kei
Сібуя-Кей (яп. 渋 谷 系, сібуйський стиль) — різновид японської поп-музики, що поєднує елементи джазу, ф'южн, традиційної музики та інших стилів. Музика Сібуя-Кей спочатку придбала популярність в токійському районі Сібуя, за яким і була названа. Попри відсутність широкої реклами, стиль мав величезний успіх у регіоні.
Спочатку термін застосовувався до груп «Flipper's Guitar», «Pizzicato Five» і «Scha Dara Parr», на які робила сильний вплив французька музика стилю йе-йе, а також лаунж і босанова. Принаймні зростання популярності стилю в кінці 1990-х років, назва стала застосовуватися до безлічі виконавців, таких як Puffy AmiYumi чия музична стилістика початку відображати більш масові смаки. Дедалі більша кількість музикантів за межами Японії, наприклад, Momus (Велика Британія), Дімітрі фром Періс (Франція), Natural Calamity і Phofo (США) також стало позначати свою приналежність до Сібуя-Кей.

## Список найбільш відомих груп
- Buffalo Daughter
- Capsule
- Cibo Matto
- Cornelius
- Eel
- Fantastic Plastic Machine
- Flipper’s Guitar
- Hazel Nuts Chocolate
- Кахімі Карі
- miniflex
- 小沢健二
- Pizzicato Five
- Puffy AmiYumi
- Qypthone
- Scha Dara Parr
- Sonic Coaster Pop
- 嶺川貴子
- Towa Tei
- YMCK
- 砂原良徳
- Yukari Fresh
- The Zoobombs
- YUI